# Wer ohne Schuld ist
Wer ohne Schuld ist ist ein deutscher Fernsehfilm von Relevant Film im Auftrag des Südwestrundfunk (SWR) aus dem Jahr 2024, bei dem Sabrina Sarabi Regie führte. Premiere war am 2. Juli 2024 am Filmfest München, in der ARD wurde der Film am 23. Oktober 2024 erstmals ausgestrahlt.

## Handlung
Der Fernsehfilm spielt in Dornbach, wo sich junge Erwachsene am Abend bei einer Hockete betrinken; vereinzelt kommt es zu körperlichen Auseinandersetzungen. Paul Stiller greift dabei Adem Yildirim, der jetzt mit seiner ehemaligen Freundin zusammen ist, an, Adem wird dann aber von Fridolin Heiliger nach einer verbalen Auseinandersetzung mit einem Stein erschlagen. Am Morgen wird Adems Leiche gefunden. Paul, der als Erzieher arbeitet, kann sich am nächsten Morgen an nichts mehr erinnern, durch seinen Filmriss und sein blutiges T-Shirt kommen allerdings bei ihm Zweifel auf. Auch die Polizei hält ihn für den Täter, ermittelt gegen ihn und nimmt ihn zeitweise in Gewahrsam. Insbesondere Kriminalkommissarin Anita Wild, die selbst aus dem Dorf stammt und die durch einen Racheporno, das seinerzeit im Dorf kursierte, immer noch traumatisiert ist, ist mit den Ermittlungen befasst. Am Ende räumt Pia Heiliger durch ihre Zeugenaussage ein, dass ihr Bruder Fridolin der Täter gewesen ist.

## Trivia
Mit dem Titel Wer ohne Schuld ist spielt der Fernsehfilm auf die Äußerung von Jesus „Wer ohne Schuld ist, werfe den ersten Stein“ (Johannes (Joh 8,7 )) an. Das Zitat wird aufgegriffen, als Fridolin Heiliger mit einem Stein Adem Yildirim erschlägt.

## Produktion
Die Dreharbeiten fanden unter dem Arbeitstitel Geschmolzene Scherben vom 26. September bis zum 26. Oktober 2023 im Raum Reutlingen statt. Produziert wurde der Film für den SWR von der Relevant Film (Produzentin Heike Wiehle-Timm), als Producerin fungierte Rieke Bubert. Redaktionell betreut wurde die Produktion von Katharina Dufner.
Die Kamera führte Michal Grabowski, die Musik schrieb Andreas Pfeiffer, die Montage verantwortete Anna Nekarda und das Casting Marion Haack. Das Kostümbild gestaltete Elisabeth Kesten, das Szenenbild Tanja Arlt und das Maskenbild Lydia Geißler und Tanja Lipka.

## Rezeption

### Einschaltquote
Der Primetime-Check von Quotenmeter.de ermittelte zur Erstausstrahlung am 23. Oktober 2024 insgesamt 3,94 Millionen Zuschauende und einen Marktanteil von 16,4 %.

### Kritiken
Rainer Tittelbach vergab auf tittelbach.tv fünf von sechs Sternen. Die Produktion sei von Sabina Sarabi beeindruckend inszeniert. Das Wissen darüber, was genau in jener Nacht passiert ist, fehle nicht nur dem Protagonisten, sondern auch dem Zuschauer. Das steigert das Interesse an diesem Drama, ohne dass daraus ein konventioneller Krimi werde.
Tilmann P. Gangloff meinte auf evangelisch.de, dass der Film auch von der Frage lebe, wer Adem auf dem Gewissen hat. Dass das Drama fessle, liege aber vor allem am Ensemble. Gerade die jungen Mitwirkenden spielen ihre Rollen ausnahmslos sehr überzeugend, was die Handlung einerseits sehr authentisch wirken lasse, die Tristesse aber andererseits noch verstärke.
Ähnlich urteilte Oliver Armknecht, der den Film auf film-rezensionen.de mit sieben von zehn Punkten bewertete. Der Film arbeitet zwar mit einem Krimiszenario, sei aber vielmehr ein Drama über mehrere Menschen, die in ihren Abgründen verloren sind. Das mag etwas viel sein, sei aber so gut gespielt, dass es Eindruck hinterlasse.
Eric Leimann bezeichnete die Produktion auf prisma.de als einen der besonderen Fernsehfilme des Jahres 2024 und lobte ihn für den realistischen Look. Dieser sei alles andere als ein Wohlfühlfilm. Auch Zuschauende müssten all die Exzesse und Schmerzen erst mal aushalten.